# The Happy Prince (película)
The Happy Prince es una película británica de drama biográfica acerca de Oscar Wilde, escrita y dirigida por Rupert Everett. La película es protagonizada por Everett, Colin Firth, Colin Morgan, Emily Watson, Edwin Thomas y Tom Wilkinson. Se estrenó en el Festival de Cine de Sundance de 2018, y fue mostrada en el BFI Flare: Festival de Cine LGBT de Londres de 2018. Se estrenó en el Reino Unido el 15 de junio de 2018 y fue estrenada en Estados Unidos el 5 de octubre de 2018.
El título del filme hace referencia a la historia para niños de Oscar Wilde, The Happy Prince.

## Sinopsis
Biopic centrado en los últimos tres años del poeta Oscar Wilde (1897–1900). Wilde (Rupert Everett), recluido en un hotel de Francia con sus amigos (Edwin Thomas y Colin Firth), decide atravesar Europa, presa de impulsos contradictorios: ir a ver a su mujer (Emily Watson) o a su amante, Sir Alfred "Bosie" Douglas (Colin Morgan).

## Reparto
- Rupert Everett como Oscar Wilde.[5]
- Colin Firth[5] como Reginald Turner.
- Colin Morgan como Lord Alfred "Bosie" Douglas.[6]
- Emily Watson como Constance Lloyd.[5]
- Tom Wilkinson[5] como Fr Dunne.
- Anna Chancellor como Mrs. Arbuthnot
- Edwin Thomas[5] como Robbie Ross.
- Béatrice Dalle[5] como mánager de café.
- Julian Wadham como Mr. Arbuthnot
- John Standing[5] como Dr Tucker.
- André Penvern[6] como Mr. Dupoirier
- Tom Colley[6] como Maurice Gilbert.
- Stephen M. Gilbert[6] como Paine.
- Alister Cameron[6] como Mr. Howard
- Benjamin Voisin[6] como Jean.

## Producción
La fotografía principal comenzó a mediados de septiembre de 2016 en Baviera, Alemania. La filmación también se dio en Francia, Bélgica e Italia. BBC Films produce la película, y Lionsgate UK se encarga de la distribución en Reino Unido.

## Recepción
The Happy Prince ha recibido reseñas generalmente positivas de parte de la crítica y de la audiencia. En la página web Rotten Tomatoes, la película obtuvo una aprobación de 69%, basada en 16 reseñas, con una calificación de 6.9/10.
Metacritic le dio a la película una puntuación 66 de 100, basada en 8 reseñas, indicando "reseñas generalmente positivas". En el sitio web IMDb los usuarios le han dado una calificación de 6.5/10, sobre la base de 321 votos.